# Paranormal Activity (serie di film)
Paranormal Activity è una serie di film horror statunitense che comprende sette film. Creato da Oren Peli, il primo Paranormal Activity è uscito nel 2007.
I film trattano di una famiglia perseguitata da un demone, che bracca, terrorizza e alla fine uccide diversi membri della famiglia, e altre persone, durante il corso dei film. I film utilizzano videocamere professionali montate e usate come telecamere di sicurezza o altri dispositivi di registrazione nel tentativo di presentare i film come pseudo documentari. I film hanno ricevuto recensioni contrastanti, con il primo e il terzo film hanno ricevuto generalmente critiche positive, mentre il secondo film e lo spin-off, Il segnato, hanno ricevuto critiche tiepide e il quarto e sesto film hanno ricevuto perlopiù critiche negative. I film furono un successo, ebbero infatti un grande guadagno basato sul return on investment. Tutti i film messi insieme hanno guadagnato oltre 30 volte il budget complessivo.

## Film

### Paranormal Activity(2007)
La storia si svolge nel 2006, anno in cui una giovane coppia, Katie e Micah, che si è recentemente trasferita in una nuova casa a San Diego, California, viene terrorizzata da un demone che Katie crede l'abbia seguita per tutta la sua vita. Il film è creato per sembrare un film pseudo documentario con Micah che filma gli eventi che accadono nella casa.

### Paranormal Activity 2(2010)
Diverse settimane prima degli eventi del primo film, alla sorella di Katie, Kristi Rey, e alla sua famiglia, residenti a Carlsbad, California, succedono cose strane dopo la nascita del figlio di Kristi, Hunter. Il film usa telecamere di sicurezza e una telecamera a mano usata in alcune scene per filmare gli eventi nella casa.

### Paranormal Activity 3(2011)
Il film si svolge nel 1988, e si focalizza su Katie e Kristie da giovani, che vivono con la loro madre, Julie, e il fidanzato di Julie, Dennis, a Santa Rosa, California, e sul loro incontro del demone "Toby" per la prima volta. Preoccupato, Dennis decide di installare alcune telecamere nella casa, una delle quali è appoggiata su un dispositivo che fa muovere la telecamera a destra e a sinistra. Il film utilizza anche una telecamera a mano.

### Paranormal Activity 4(2012)
La storia si svolge nel 2011, e si focalizza su Alex Nelson e la sua famiglia, residenti nella zona di Henderson, Nevada. La famiglia inizia ad avere esperienze strane che riguardano il fratello adottivo di Alex, Wyatt, dopo che Katie e il suo misterioso figlio, Robbie, si trasferiscono dall'altra parte della strada. Alex viene aiutata dal suo ragazzo, Ben, a filmare le attività tramite le webcam dei MacBook, telecamere, fotocamere degli iPhone e tecnologia Kinect.

### Il segnato(2014)
La storia del film si svolge nel 2012 e segue una comunità di latino-americani a Oxnard, California, dove un gruppo di diplomati ha a che fare con il demone di un misterioso culto che ha "segnato" uno di loro. I ragazzi documentano le loro esperienze usando strumenti basici di registrazione e con indizi dei precedenti film cercano di capire cosa sta succedendo loro.

### Paranormal Activity - Dimensione fantasma(2015)
La storia, che si svolge nel 2013, segue i Fleege, una famiglia di tre persone che, dopo essersi trasferiti in una casa in California, scoprono diverse registrazioni che mostrano Katie e Kristi nel mezzo del loro rituale di iniziazione per entrare in una congrega demoniaca 21 anni prima. La famiglia inizia ad essere perseguitata da un demone quando la figlia, Leila, è presa di mira essendo nata nella stessa data del bambino dei film precedenti, Hunter. Oltre ai normali registratori, la famiglia scopre anche un videoregistratore unico che permette di vedere presenze sovrannaturali, che loro usano per registrare le attività paranormali.

### Paranormal Activity - Parente prossimo(2021)
La giovane regista di documentari, Margot, si reca in una remota comunità amish, sperando di trovare risposte sulla madre perduta da tempo e sulla famiglia allargata. Tuttavia, la comunità non è come sembra.

### Futuro
Il regista e produttore del franchise, Oren Peli, ha confermato che attualmente non ci sono piani per futuri sequel. 

## Cast
| Personaggio             | Film                       | Film                                                         | Film                                                   | Film                                                                             | Film                                                | Film                                             |
| Personaggio             | Paranormal Activity (2007) | Paranormal Activity 2 (2010)                                 | Paranormal Activity 3 (2011)                           | Paranormal Activity 4 (2012)                                                     | Il segnato (2014)                                   | Paranormal Activity - Dimensione fantasma (2015) |
| ----------------------- | -------------------------- | ------------------------------------------------------------ | ------------------------------------------------------ | -------------------------------------------------------------------------------- | --------------------------------------------------- | ------------------------------------------------ |
| Katie                   | Katie Featherston          | Katie Featherston                                            | Chloe Csengery (giovane) Katie Featherston (adulta)    | Katie Featherston                                                                | Chloe Csengery (giovane) Katie Featherston (adulta) | Chloe Csengery (giovane)                         |
| Micah                   | Micah Sloat                | Micah Sloat                                                  | Micah Sloat                                            | Micah Sloat                                                                      | Micah Sloat                                         |                                                  |
| Kristi Rey              |                            | Sprague Grayden                                              | Jessica Tyler Brown (giovane) Sprague Grayden (adulta) | Sprague Grayden (filmato, non accreditata)                                       | Jessica Tyler Brown (giovane)                       | Jessica Tyler Brown (giovane)                    |
| Daniel Rey              |                            | Brian Boland                                                 | Brian Boland                                           | Briand Boland (filmato, non accreditato)                                         |                                                     |                                                  |
| Ali Rey                 |                            | Molly Ephraim                                                |                                                        |                                                                                  | Molly Ephraim                                       |                                                  |
| Hunter Rey/Wyatt Nelson |                            | Jackson Xenia Prieto (neonato) William Juan Prieto (bambino) |                                                        | Aiden Lovekamp (ragazzo) William Juan Prieto (bambino, filmato, non accreditato) |                                                     | Aiden Lovekamp (bambino)                         |
| Martine                 |                            | Vivis Cortez                                                 |                                                        |                                                                                  |                                                     |                                                  |
| Dennis                  |                            |                                                              | Chris Smith                                            |                                                                                  |                                                     | Chris Smith (filmato, non accreditato)           |
| Julie                   |                            |                                                              | Lauren Bittner                                         |                                                                                  |                                                     | Lauren Bittner (filmato, non accreditato)        |
| Lois                    |                            |                                                              | Hallie Foote                                           |                                                                                  | Hallie Foote (non accreditato)                      | Hallie Foote                                     |
| Randy Rosen             |                            |                                                              | Dustin Ingram                                          |                                                                                  |                                                     |                                                  |
| Alex Nelson             |                            |                                                              |                                                        | Kathryn Newton                                                                   |                                                     |                                                  |
| Ben                     |                            |                                                              |                                                        | Matt Shively                                                                     |                                                     |                                                  |
| Robbie                  |                            |                                                              |                                                        | Brady Allen                                                                      |                                                     |                                                  |
| Doug Nelson             |                            |                                                              |                                                        | Stephen Dunham                                                                   |                                                     |                                                  |
| Holly Nelson            |                            |                                                              |                                                        | Alexondra Lee                                                                    |                                                     |                                                  |
| Jesse Arista            |                            |                                                              |                                                        |                                                                                  | Andrew Jacobs                                       |                                                  |
| Hector Estrella         |                            |                                                              |                                                        |                                                                                  | Jorge Diaz                                          |                                                  |
| Marisol Vargas          |                            |                                                              |                                                        |                                                                                  | Gabrielle Walsh                                     |                                                  |
| Irma Arista             |                            |                                                              |                                                        |                                                                                  | Renée Victor                                        |                                                  |
| Arturo Lopez            |                            |                                                              |                                                        |                                                                                  | Richard Cabral                                      |                                                  |
| Ryan Fleege             |                            |                                                              |                                                        |                                                                                  |                                                     | Chris J. Murray                                  |
| Emily Fleege            |                            |                                                              |                                                        |                                                                                  |                                                     | Brit Shaw                                        |
| Mike Fleege             |                            |                                                              |                                                        |                                                                                  |                                                     | Dan Gill                                         |
| Leila Fleege            |                            |                                                              |                                                        |                                                                                  |                                                     | Ivy George                                       |
| Skyler                  |                            |                                                              |                                                        |                                                                                  |                                                     | Olivia Taylor Dudley                             |

## Creazione
Il primo regista Oren Peli aveva sempre avuto paura dei fantasmi, addirittura anche del film Ghostbusters, ma intendeva canalizzare quella paura in qualcosa di positivo e produttivo. A Oren Peli ci volle un anno per preparare la sua casa per filmare, ripitturando i muri, aggiungendo mobili, mettendo un tappeto, e costruendo una tromba delle scale. In questo tempo, fece anche una ricerca estesa sui fenomeni paranormali e la demonologia, raccontando, "Volevamo essere molto accurati." Il motivo per cui hanno reso l'entità sovrannaturale un demone è stato il risultato di una ricerca che indicava i demoni come le più malevole e violente entità. Gli eventi nel film hanno luogo maggiormente di notte—la vulnerabilità dell'essere addormentati, ragionava Peli, è una delle più grandi paure degli esseri umani, raccontando, "Se qualcosa si sta nascondendo a casa tua non c'è molto che tu possa fare."
Cercando di focalizzarsi sulla credibilità piuttosto che sull'azione e sullo spargimento di sangue, Peli decise di girare il tutto con una videocamera normale. Decidendo un formato più naturale e stazionario (la telecamera era quasi sempre appoggiata su un treppiede o qualcos'altro) ed eliminando il bisogno di cameraman, venne creato un "grado più alto di credibilità" per gli spettatori essendo "più coinvolti nella storia e nei personaggi". Peli racconta che i dialoghi erano "naturali" perché non c'era un vero e proprio copione. Invece, agli attori vennero dati abbozzi della storia e delle situazioni per improvvisare, una tecnica usata anche nella creazione di The Blair Witch Project. Facendo i casting per il film, Peli vide le audizioni di "un centinaio di persone" prima di incontrare i perfetti Katie Featherston e Micah Sloat. All'inizio aveva visto le loro audizioni singolarmente e li ha poi chiamati per fare l'audizione insieme. Peli era impressionato dalla chimica tra i due attori, dicendo, "Se vedessi i filmati, penseresti che si conoscano da anni." Durante un'intervista al Jay Leno Show, Featherston raccontò che all'inizio venivano pagati $500 per il loro lavoro.
Il film è stato girato a sequenze a causa del programma di sette giorni che si era imposto Peli. Sloat, che controllava la telecamera per gran parte del film, era un ex cameraman nella sua stazione televisiva all'università "Fu una settimana intensa", ricorda Peli, raccontando che il film veniva girato giorno e notte, revisionato nello stesso momento, e gli effetti venivano applicati dopo che gli attori avevano finito di recitare.
La Paramount e la DreamWorks assunsero lo sceneggiatore Michael R. Perry per la creazione di Paranormal Activity 2. Oren Peli, il direttore del primo film, fece da produttore in questo prequel. Kevin Greutert, direttore di Saw VI, venne inizialmente assunto per dirigere il prequel; tuttavia, la Lions Gate Entertainment incluse una clausola nel contratto di Greutert per fargli dirigere l'ultimo film nella serie di film di Saw. Entrambi gli attori del primo film, Katie Featherston e Micah Sloat, ripresero i propri ruoli nel prequel. Kip Williams diresse Paranormal Activity 2, la cui produzione iniziò nel maggio 2010 e uscì a ottobre dello stesso anno.
Paranormal Activity 3 e 4 furono diretti da Henry Joost e Ariel Schulman, produttori di documentari ben conosciuti per il loro debutto in Catfish. La produzione del terzo film iniziò nel giugno 2011, e uscì il 21 ottobre dello stesso anno.  La produzione del quarto film iniziò nel giugno 2012, per poi uscire il 19 ottobre.
Uno spin-off, Il segnato uscì il 3 gennaio 2014. Oren Peli, il creatore del franchise, ritornò a produrre lo spin-off. Christopher B. Landon, uno sceneggiatore che aveva lavorato nei tre film precedenti fu lo scrittore e il regista.
Il sesto e ultimo film della serie, Paranormal Activity - Dimensione fantasma, fu annunciato per l'uscita il 25 ottobre 2013. Turravia, in agosto 2013, la data diventò il 24 ottobre 2014. Il 17 settembre 2014 fu finalizzato il titolo del film e la data divenne il 27 marzo 2015, per poi essere cambiata al 23 ottobre 2015. Nel settembre 2013, fu confermato che Gregory Plotkin, un responsabile del montaggio che aveva revisionato ogni film a partire da Paranormal Activity 2, avrebbe fatto il suo debutto come regista nel quinto film Oren Peli, il creatore del franchise, e Jason Blum sarebbero tornati a produrre il quinto film, e Katie Featherston avrebbe ripreso il suo ruolo di Katie. Nel tardo settembre 2013, la Paramount assunse gli sceneggiatori di Almanac, Jason Pagan e Andrew Stark per scrivere la sceneggiatura. Nonostante lo scrittore Christopher B. Landon disse che molti sequel avrebbero seguito Dimensione fantasma, il produttore Jason Blum confermò poi, però, che il film sarebbe stato l'ultimo della serie. Disse: 

## Accoglienza

### Incassi
| Film                                      | Data uscita     | Incassi      | Incassi         | Incassi      | Classificazione               | Budget      | Note   |
| Film                                      | Data uscita     | Nord America | Altri territori | Globalmente  | Di tutti i tempi Nord America | Budget      | Note   |
| ----------------------------------------- | --------------- | ------------ | --------------- | ------------ | ----------------------------- | ----------- | ------ |
| Paranormal Activity                       | 14 ottobre 2007 | $107,918,810 | $85,436,990     | $193,355,800 | #486                          | $15,000     | [ 11 ] |
| Paranormal Activity 2                     | 22 ottobre 2010 | $84,752,907  | $92,759,125     | $177,512,032 | #687                          | $3 milioni  | [ 12 ] |
| Paranormal Activity 3                     | 21 ottobre 2011 | $104,028,807 | $103,011,037    | $207,039,844 | #514                          | $5 milioni  | [ 13 ] |
| Paranormal Activity 4                     | 19 ottobre 2012 | $53,900,335  | $88,917,657     | $142,817,992 | #1,253                        | $5 milioni  | [ 14 ] |
| Il segnato                                | 3 gennaio 2014  | $32,462,372  | $58,442,482     | $90,904,854  | #2,142                        | $5 milioni  | [ 15 ] |
| Paranormal Activity - Dimensione fantasma | 23 ottobre 2015 | $18,300,124  | $59,799,429     | $78,099,553  | #3,288                        | $10 milioni | [ 16 ] |
| Totale                                    | Totale          | $401,384,320 | $488,366,720    | $889,730,075 | –                             | $28,015,000 | –      |

### Critica
| Film                                      | Rotten Tomatoes      | Metacritic         | CinemaScore |
| ----------------------------------------- | -------------------- | ------------------ | ----------- |
| Paranormal Activity                       | 83% (192 recensioni) | 68 (24 recensioni) |             |
| Paranormal Activity 2                     | 58% (131 recensioni) | 53 (23 recensioni) | B           |
| Paranormal Activity 3                     | 68% (117 recensioni) | 59 (25 recensioni) | C+          |
| Paranormal Activity 4                     | 24% (103 recensioni) | 40 (22 recensioni) | C           |
| Il segnato                                | 37% (78 recensioni)  | 42 (19 recensioni) | C-          |
| Paranormal Activity - Dimensione fantasma | 14% (66 recensioni)  | 30 (13 recensioni) | C           |

## Altre opere

### Paranormal Activity: Tokyo Night
Una versione giapponese di Paranormal Activity, creata come sequel, uscì nel 2010. Segue Haruka Yamano, che fu coinvolta in un incidente che le ruppe le gambe. Lei sta, quindi, a casa con suo fratello mentre strane attività iniziano ad accadere nella casa. Viene poi rivelato che Haruka uccise la posseduta Katie nell'incidente stradale, e così il demone si trasferì in lei.

### Videogioco
Un videogioco chiamato Paranormal Activity VR uscito nel 2017 su PC, PS4, Xbox One e altre piattaforme. Il gioco usa l'Oculus Rift per Xbox e il PlayStation VR per la PlayStation.